# Bastion Deuteren
Bastion Deuteren was een verdedigingswerk van 's-Hertogenbosch.
Bastion Deuteren werd gebouwd aan de tweede ommuring van 's-Hertogenbosch uit de veertiende eeuw. Het Bastion zelf is gebouwd in 1620. Samen met Bastion Vught moest het de stad vanuit het zuiden beschermen. De afstand tussen Bastion Deuteren en Bastion Vught bedroeg 230 meter. Bij het Beleg van 's-Hertogenbosch in 1629 is vanuit hier samen met Bastion Vught gevochten tegen de opkomende troepen van Frederik Hendrik van Oranje, maar konden niet voorkomen, dat er een bres werd geslagen in de muur bij Bastion Vught.
Van het bastion is alleen de aanzet te zien van de flankmuur. Nadat de vestingwerken werden beslecht, werd deze afgebroken en werd er een verbinding gemaakt tussen de Dommel en het Afwateringskanaal 's-Hertogenbosch-Drongelen. Het Bastion is te vinden op de kruising van de Westwal met de Molenberg bij het Wilhelminaplein.
De gemeente 's-Hertogenbosch is van plan om de vestingwerken van de stad te herstellen. Bastion Deuteren kan niet in zijn geheel hersteld worden, omdat de doorstroming van de Dommel dan niet meer gewaarborgd kan worden. Als compromis is besloten om de aanzet van de muur wel in ere te herstellen.